# 刘易斯·克莱夫
刘易斯·克莱夫（英語：Lewis Clive，1910年9月8日—1938年），英国男子赛艇运动员。他曾代表英国参加1932年夏季奥林匹克运动会赛艇比赛，获得男子双人单桨无舵手金牌。